# Oriente (Ecuador)
La regione amazzonica, o Oriente dell'Ecuador, è una delle quattro regioni naturali dell'Ecuador. Comprende le province di Orellana, Pastaza, Napo, Sucumbíos, Morona Santiago e Zamora Chinchipe. Si estende su un'area di 120.000 km², ricca di prosperosa vegetazione, tipica delle foreste pluviali tropicali, e rappresenta il 48% del territorio ecuadoriano. I suoi limiti sono la Cordigliera delle Ande nella parte occidentale e i confini con Colombia e Perù, rispettivamente, nella parte orientale e in quella meridionale.
L'esistenza di una prolífica flora e fauna accanto a straordinarie variazioni di macro e micro habitat è la caratteristica più importante di questa regione.
Diverse etnie hanno occupato la regione ancor prima della colonizzazione spagnola, integrandosi e formando parte dell'ambiente amazzonico, sopravvivendo grazie alle conoscenze ancestrali che gli hanno consentito di sfruttare le risorse naturali della regione.
Nell'Oriente ecuadoriano vivono diversi gruppi indigeni. I Quichua della zona del Coca e del Napo sono di carattere pacifico e facilitarono in passato l'acculturazione, rifiutata invece dai shuar. I shuar e i Secoya vivono nelle zone dei fiumi Aguarico e Cuyabeno; gli Yumbo, Aucas, Zaparo nella zona di Puyo; i Cofan nelle zone dei fiumi Putumayo e Aguarico, e si dedicano all'agricoltura e alla pesca.

## Geografia

### Orografia
L'orografia dell'Amazzonia ecuadoriana consiste in una serie di colline che si originano dalle Ande orientali e scendono fino alle pianure del bacino dell'Amazzonia, nel quale scorrono importanti affluenti del Rio delle Amazzoni. Esistono due subregioni geografiche: l'Alta Amazzonía e la Pianura Amazzonica. I rilievi più importanti dell'Amazzonía si trovano nella parte nord della regione, vicino al vulcano Sumaco, e i più bassi ad est, verso la pianura amazzonica.

### Idrografia
Nell'Amazzonia ecuadoriana scorrono diversi fiumi che nascono nelle Ande orientali, di grande portata e in gran parte navigabili. Il più importante è il Rio Napo, che si forma sui monti delle province di Tungurahua e Cotopaxi. Nel suo corso riceve acque dei fiumi Coca, Aguarico e Curaray. In Perù, quando si unisce con il  Marañón, si forma il Rio delle Amazzoni. Il Rio Pastaza, che nasce con il nome di Rio Cutuchi y Patate, sfocia nel Marañón, così come il Rio Santiago, che è il risultato dell'unione dei fiumi Namangoza e Zamora.

### Clima
La temperatura annuale media oscilla tra i 15 °C e 40 °C. L'ecosistema amazzonico, specialmente la sua foresta pluviale, contiene gli habitat più ricchi e complessi di specie vegetali e animali del mondo.

## Economia
L'economia della regione si basa nel commercio, il turismo, l'agricoltura e l'allevamento
Risorse naturali: Canna da zucchero, banana, platano, yuca, tabacco, tè.

### Petrolio
Nel 1964, la Texaco cominciò l'esplorazione del nord-est dell'Ecuador. L'anno seguente iniziò le operazioni di estrazione vicino a quella che oggi è Nueva Loja, per un consorzio della Texaco e della Gulf. Nel 1972 iniziò la produzione su grande scala. Il Governo ecuadoriano creò la prima compagnia statale CEPE, adesso Petroecuador, ed ottenne un 25% degli interessi del consorzio nel 1974.
Passati 20 anni nella zona di Lago Agrio vennero prodotti 1,7 miliardi di barili di petrolio per 25 miliardi di dollari. Nel 1977 la Gulf vendette i suoi interessi alla CEPE e la Texaco cedette l'amministrazione a Petroecuador nel 1990, lasciando Petroecuador come unico proprietario nel 1993 quando terminò la concessione.

### Miniera d'oro di Nambija
Il giacimento aurifero di Nambija è il più grande della provincia di Zamora Chinchipe. Si trova a 36 km dalla città di Zamora, a 2600 metri sopra il livello del mare. 
Nelle numerose gallerie e caverne migliaia di minatori impiegarono metodi tradizionali per l'estrazione, che causarono gravi incidenti nei quali morirono centinaia di persone. 
Nei dintorni si pratica l'allevamento e sono presenti diverse aree boschive che non sono state tutelate, causando col tempo inquinamento al fiume Nambija, con gravi danni alla flora e fauna locali.

### Turismo
Nell'Oriente esistono 8000 specie di piante medicinali, 85 specie di pesci, 47 di anfibi e rettili, 95 di uccelli e 80 di mammiferi in pericolo di estinzione, dove vive il 70% delle 25 mille specie di piante vascolari esistenti sul pianeta. 
I microclimi favoriscono lo svilupparsi di specie vegetali e animali endemiche, che tuttavia sono messe a rischio dalla colonizzazione dovuta principalmente allo sfruttamento del petrolio.

#### Parco Nazionale Yasuní

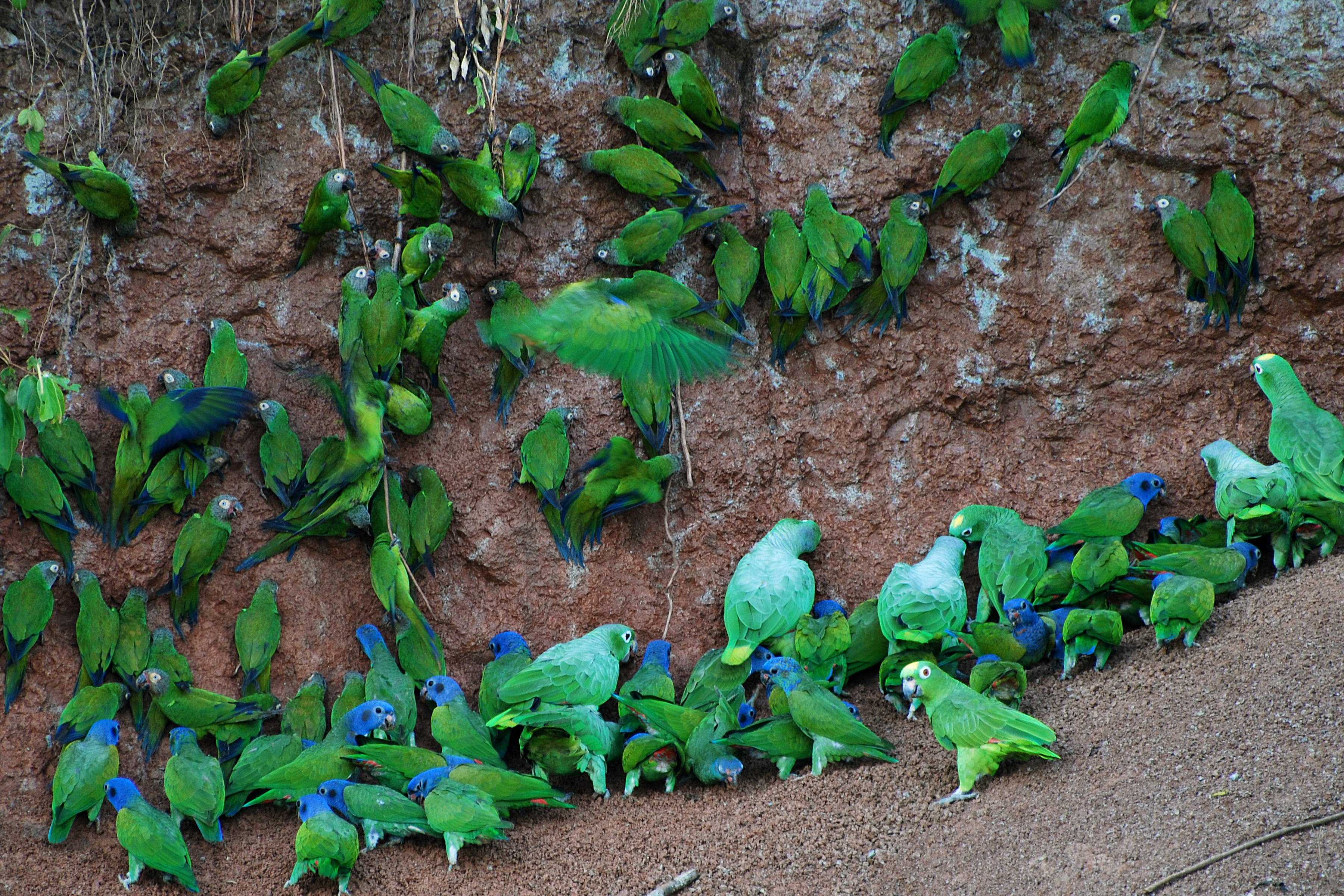
Pappagalli nel Parco Nazionale Yasuní, Orellana

Il Parco Nazionale Yasuní è un parco nazionale ecuadoriano che si estende su un'area di 9820 chilometri quadrati nelle province di Pastaza, e Orellana tra il Rio Napo e il fiume Curaray. Il parco, fondamentalmente selvatico, fu designato dall'UNESCO nel 1989 come una riserva della biosfera ed è parte del territorio dove vive il popolo Huaorani. Due fazioni huao, i tagaeri e taromenane, sono tribù mai contattate
È situato nelle aree dei fiumi Tiputini, Yasuní, Nashiño, Cononaco e Curaray, tributari del fiume Napo, affluente del Rio delle Amazzoni.*Parque Nacional Yasuni orellana.gob.ec Secondo un recente studio il Parco Nazionale Yasuní e la zona più biodiversa del pianeta per la sua ricchezza in anfibi, volatili, mammiferi e piante.

#### Reserva de Producción Faunística Cuyabeno

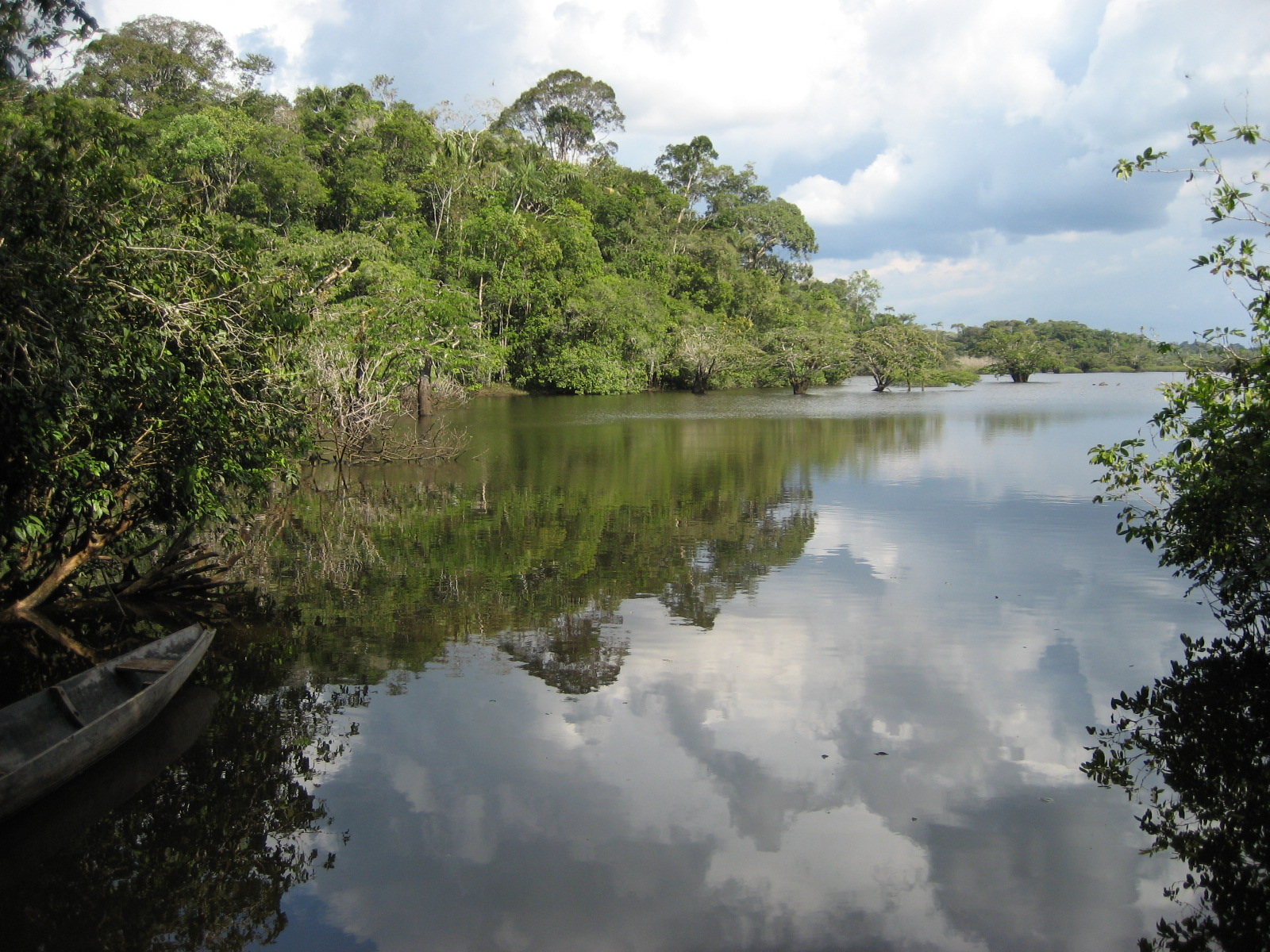
Laguna nel Cuyabeno, provincia di Sucumbíos

La Reserva de Producción Faunística Cuyabeno si trova situata nella Provincia di Sucumbíos, nel nordest della regione amazzonica ecuadoriana.
Nella riserva Cuyabeno vivono più di 550 differenti specie di uccelli: 60 specie di orchidee; più di 350 specie di pesci; e una grande varietà di rettili come le anaconde, i caimani e le tartarughe di fiume, mentre 12.000 sono le specie di piante stimate che si trovano dentro la riserva, dove vive anche l'Inia geoffrensis, il delfino di fiume sudamericano.

#### Parco Nazionale Podocarpus

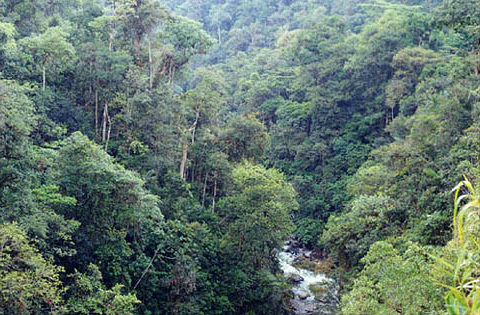
Foresta che circonda il fiume Bombuscaro, Zamora

È un parco nazionale situato nelle province di Loja e Zamora Chinchipe, nel sud-est dell'Ecuador. Fu inaugurato il 15 dicembre del 1982.
Si estende su 146.280 km² e fu creato con il fine di proteggere tre specie di conifere del genere Podocarpus, le uniche conifere native dell'Ecuador.

## Demografia
Nella seguente tabella sono ordinate le città amazzoniche ecuadoriane che hanno più di 5.000 abitanti, secondo con i risultati del censimento del 2010:
| # Reg. | # Naz. | Città                 | Provincia        | Pop. (2010) |
| ------ | ------ | --------------------- | ---------------- | ----------- |
| 1      | 25     | Nueva Loja            | Sucumbíos        | 48 562      |
| 2      | 30     | Francisco Di Orellana | Orellana         | 40 730      |
| 3      | 43     | Puyo                  | Pastaza          | 33 557      |
| 4      | 52     | Tena                  | Napo             | 28 307      |
| 5      | 60     | Macas                 | Morona-Santiago  | 18 984      |
| 6      | 67     | Shushufindi           | Sucumbíos        | 16 335      |
| 7      | 78     | Zamora                | Zamora Chinchipe | 12 386      |
| 8      | 80     | La Joya de los Sachas | Orellana         | 11 480      |
| 9      | 91     | Yantzaza              | Zamora Chinchipe | 9 199       |
| 10     | 101    | Sucúa                 | Morona-Santiago  | 7 805       |
| 11     | 105    | Gualaquiza            | Morona-Santiago  | 7 232       |
| 12     | 127    | Archidona             | Napo             | 5 478       |

### Comunità indigene
- Siona: Questa etnia si trova ubicata nella regione nordorientale dell'Ecuador ai confini con la Colombia, nella parte alta del fiume Aguarico nella provincia di Sucumbios. La sua lingua ufficiale è il paicoca, oltre allo spagnolo.
- Cofán: Le lingue ufficiali sono lo spagnolo e il A'inagae ed è formata 342 individui divisi in 74 comunità nella provincia di Sucumbios. Le sue principali attività sono la caccia e la pesca.
- Secoya: Come La comunità dei Siona, questa etnia appartiene alla famiglia linguistica tukano occidentale. Si trovano ubicati nei territori vicini al Cuyabeno, nella conca del fiume Aguarico, nelle province di Sucumbios e Orellana. Questa comunità è formata da un totale di 330 persone distribuite in 78 famiglie. Le sue attività economiche sono la caccia, la pesca e l'agricoltura.

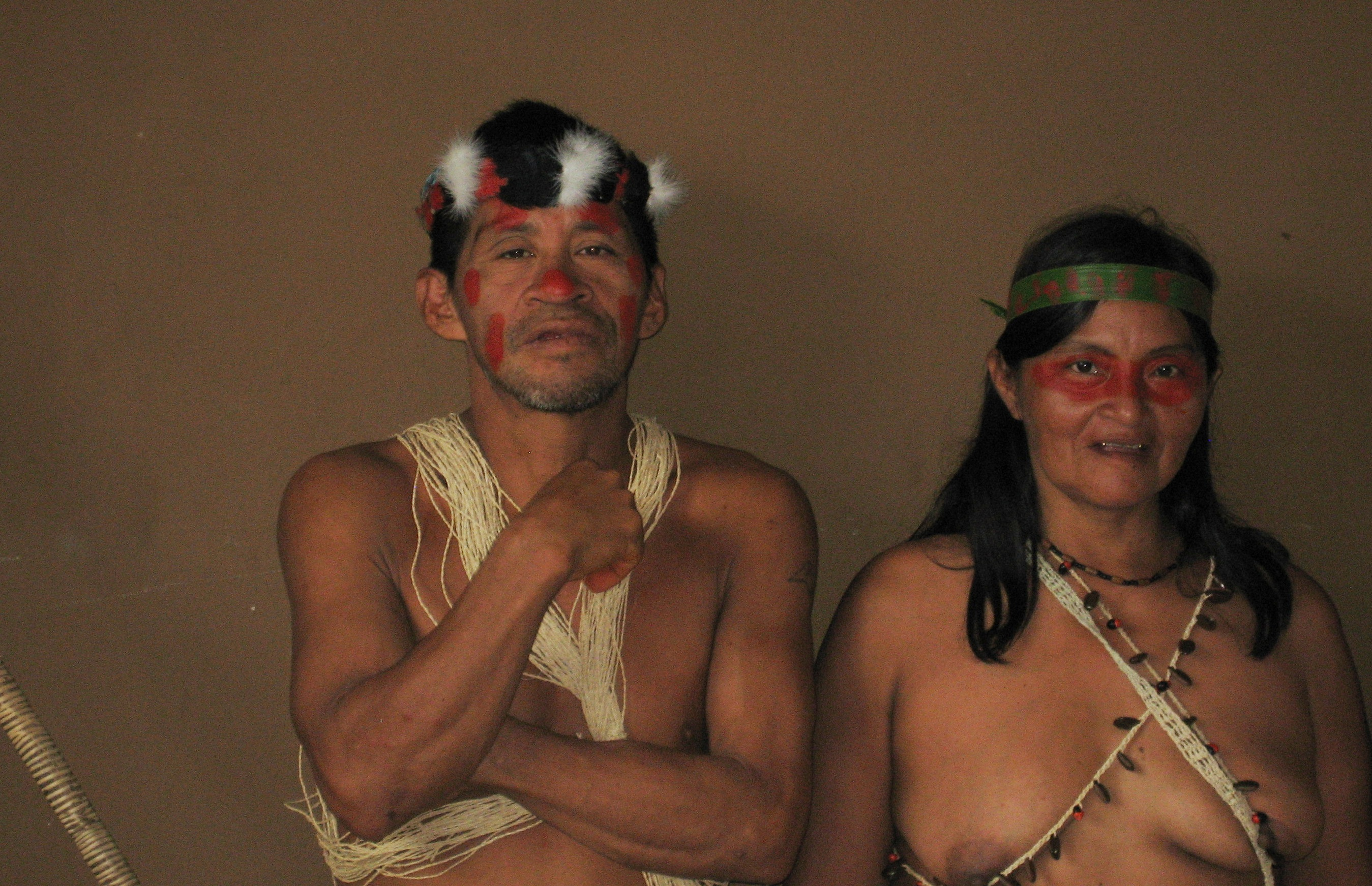
Uomo e donna Waorani

- Waorani: Questo popolo vive tra il fiume Napo, al nord, e il fiume Curaray, al sud, lungo i fiumi Yasuní, Shiripuno e Cononaco, nelle province di Orellana e Pastaza. Il suo idioma ufficiale è il Wao terero. Questa comunità è conosciuta principalmente per la sua abilità nella caccia e nella guerra. La sua popolazione è di circa 1800 individui.
- Quichua: Questa etnia si trova divisa in due comunità I Quichua del Napo che vivono sulle rive dei fiumi Napo, Aguarico, San Miguel, e Putumayo, e i Quichua di Pastaza, che si trovano nei pressi dei fiumi Curaray, Bonbonaza, e, Pastaza. È una delle comunità col maggior numero di individui, quasi 60.000.

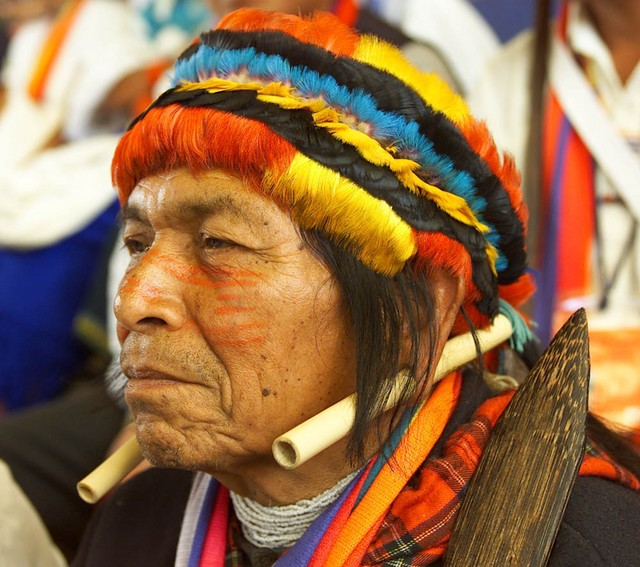
Pwanchir Pitu, sciamano e capo spirituale del popolo Achuar

- Achuar: Si trovano ubicati nelle province Pastaza e di Morona Santiago. La sua lingua ufficiale è l'achuar che viene dalla famiglia linguistica Jivaroana. Questa comunità si trova tanto in Ecuador come in Perù, In territorio ecuadoriano la popolazione approssimata è di 5 440, divise in 836 famiglie. Le sue attività economiche più importanti sono l'agricoltura, la caccia, la pesca e la raccolta di frutti.
- Shuar: si trovano nelle province di Zamora Chinchipe e Morona Santiago, e nella parte meridionale della provincia di Pastaza. Il suo idioma ufficiale è il Shuar  che proviene dalla stessa famiglia linguistica della comunità Achuar. La sua popolazione oscilla tra le 110.000 persone divise in 668 comunità, secondo i dati raccolti nel 1991. Le sue principali attività economiche sono l'orticultura e la produzione di oggetti artigianali.
- Shiwiar: Sono stato gli abitanti tradizionali dei territori situati nei bacini del Río Corrientes e del Río Tigre.
- Zápara: È una delle comunità dell'Amazzonia ecuadoriana meno studiata. Secondo Il censimento del 1991 la sua popolazione era composta da 24 persone, situate sulle rive dei fiumi Conambo, Pindoyacu, e Curaray.
- Tagaeri: Sono un clan dei Wuaorani che vivono nel Parco Nazionale Yasuní. Mentre condividono un patrimonio culturale e linguistico con altri Wuaorani, hanno continuato a vivere lo stile di vita nomade, e non hanno mail voluti essere contattati. Oltre ai Tagaeri la zona è casa di altri 3 gruppi non contattati: il Taromenane , l'Oñamenane , e l'Huiñatare.[6]